# Cecidonia umbonella
Cecidonia umbonella är en lavart som först beskrevs av William Nylander och fick sitt nu gällande namn av Triebel & Rambold. Cecidonia umbonella ingår i släktet Cecidonia och familjen Lecideaceae.  Arten är reproducerande i Sverige. Inga underarter finns listade i Catalogue of Life.